# Шанона
Шанона (фр. Chanonat) је насељено место у Француској у региону Оверња, у департману Пиј де Дом.
По подацима из 2011. године у општини је живело 1617 становника, а густина насељености је износила 127,32 становника/km².

## Демографија
| 1962. | 1968. | 1975. | 1982. | 1990. | 1999. | 2011. |
| ----- | ----- | ----- | ----- | ----- | ----- | ----- |
| 580   | 565   | 649   | 1.073 | 1.238 | 1.238 | 1.617 |